# Heterospilus angelicae
Heterospilus angelicae (лат.) — вид наездников рода Heterospilus из подсемейства Doryctinae семейства браконид (Braconidae). Встречается в Центральной Америке: эндемик Коста-Рики.

## Описание
Мелкие перепончатокрылые насекомые, длина от 3,0 до 3,5 мм. Тёмно-коричневые; апикальные брюшные тергиты от светло-коричневого до жёлтого; скапус светло-коричневый, жгутик коричневый (состоит из 23—27 члеников), ноги жёлтые. Вертекс и лицо головы гладкие. В переднем крыле развита радиомедиальная жилка. Передняя голень с единственным рядом коротких шипиков вдоль переднего края. На задних тазиках ног есть отчётливый антеровентральный базальный выступ, вертекс головы сбоку у глаз нерезко угловатый. Предположительно, как и другие виды рода Heterospilus, паразитируют на жуках или бабочках. Вид был впервые описан в 2013 году американским гименоптерологом Полом Маршем (Paul M. Marsh; Норт-Ньютон, Канзас, США) с группой американских коллег-энтомологов (Wild Alexander L., Whitfield James B.; Иллинойсский университет в Урбане-Шампейне, Эрбана, Иллинойс, США) и назван в честь энтомолога Ангелики Пентеадо-Диас (Angelica Penteado-Dias), специалиста по наездникам из семейства бракониды.